# Un homme qui crie
Pour plus de détails, voir Fiche technique et Distribution.
Un homme qui crie est un film franco-belgo-tchadien réalisé par Mahamat Saleh Haroun sorti en 2010. Il est sélectionné en compétition officielle pour le Festival de Cannes 2010, où il a remporté le Prix du Jury.

## Synopsis
Adam, la soixantaine, est le maître-nageur de la piscine d'un hôtel de luxe au Tchad. Lors du rachat de l'hôtel par des entrepreneurs chinois, il doit laisser la place à son fils Abdel et il est recasé à l’entrée du bâtiment. Il vit très mal cette situation qu'il considère comme une déchéance sociale. Alors que le pays est en proie à une guerre civile face à des forces rebelles, tout le monde doit participer à l'effort de guerre. Mais Adam n'a pas d'argent, il n'a que son fils...

## Fiche technique
- Titre original : Un homme qui crie
- Réalisation : Mahamat-Saleh Haroun
- Scénario : Mahamat-Saleh Haroun
- Musique : Wasis Diop
  - Chansons : Djénéba Kone
- Photographie : Laurent Brunet, AFC
- Montage : Marie-Hélène Dozo
- Son : Dana Farzanehpour
- Production :
  - Direction de production : Sékou Traoré
  - Production déléguée : Florence Stern
  - Coproduction : Diana Elbaum et Sébastien Delloye
- Sociétés de production :
  - Production déléguée : Pili Films (France)
  - Coproduction : Entre Chien et Loup (Belgique) et Goï-Goï Productions (Tchad)
- Sociétés de distribution : Pyramide Distribution (France), Cinéart (Belgique)
- Budget : 2 M€[1]
- Pays d'origine :   France -  Belgique -  Tchad
- Langues originales : français et arabe
- Format : couleur (Scope) - 35 mm - son Dolby SRD
- Durée : 92 minutes
- Dates de sortie : 
  - France : mai 2010 (Festival de Cannes) ; 29 septembre 2010 (sortie nationale)
  - Belgique : 13 octobre 2010

## Distribution
- Youssouf Djaoro : Adam
- Diouc Koma : Abdel, le fils d'Adam
- Emile Abossolo M'Bo
- Hadje Fatime N'Goua
- Djénéba Koné
- Marius Yélolo

## Autour du film
Le titre initial du film était Un homme qui crie n'est pas un ours qui danse. Le titre a ensuite été réduit en Un homme qui crie avant sa première projection public au Festival de Cannes 2010.
Ce titre est un extrait de Cahier d'un retour au pays natal (1939) d'Aimé Césaire. 
Le tournage s'est effectué en six semaines au Tchad à partir de décembre 2009.

## Distinctions
- Festival de Cannes 2010 : Prix du Jury[2]
- Festival du film francophone d'Angoulême 2010 : Valois du meilleur acteur pour Youssouf Djaoro
- Prix Lumière 2011 : Meilleur film francophone
- Magritte du cinéma 2012 : nomination comme meilleur film étranger en coproduction